# Vallée de l'Ohio

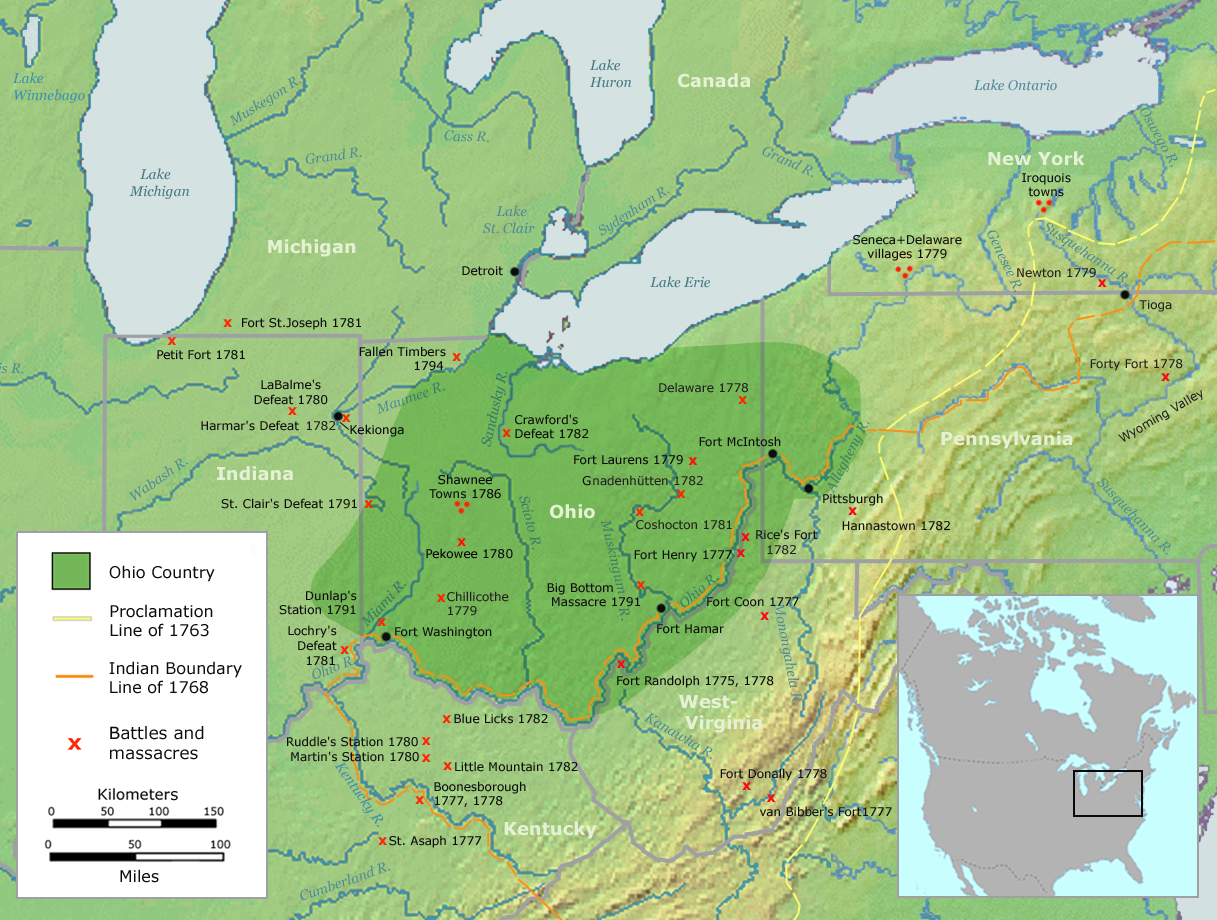
Localisation de la vallée de l'Ohio

La vallée de l'Ohio (parfois nommée territoire de l'Ohio) était le nom utilisé au XVIIIe siècle pour désigner la région de l'Amérique du Nord, à l'ouest des Appalaches dans la région de la haute-Ohio au sud du lac Érié. Une des premières régions de la frontier des États-Unis, elle couvrait les actuels État de l'Ohio, l'est de l'Indiana, l'ouest de la Pennsylvanie et le nord-ouest de la Virginie-Occidentale. La colonisation de cette région fut la cause principale et un facteur déclenchant de la guerre de Sept Ans.

## Histoire

### Époque coloniale
Au XVIIe siècle, le territoire au nord de la rivière Ohio était occupé par les Shawnees d'expression algonquienne. Vers 1660, pendant un conflit connu sous le nom de guerres franco-iroquoises, les Iroquois prirent le contrôle de la vallée de l'Ohio, en chassant les Shawnees et absorbant la tribu des Ériés. La Vallée de l'Ohio resta quasiment inhabitée pendant des décennies et fut principalement un territoire de chasse pour les Iroquois.
Dans les années 1720, de nombreux groupes d'Indiens migrèrent dans la vallée de l'Ohio. Vers 1724, les Indiens Delaware établirent le village de Kittanning sur la rivière Allegheny aujourd'hui en Pennsylvanie occidentale. Les Delawares étaient contraints à la migration à cause de l'expansion des colonies européennes en Pennsylvanie orientale. Avec eux vinrent ceux des Shawnees qui s'étaient installés à l'est. D'autre bandes de la tribu dispersée des Shawnees commencèrent un retour dans la vallée de l'Ohio lors des décennies suivantes. Nombre de Senecas et autres Iroquois migrèrent également dans la vallée de l'Ohio, fuyant les rivalités des impérialistes français et britanniques au sud du lac Ontario.

### Guerre de Sept Ans
Les Français avaient pendant longtemps commercé avec les Autochtones de l'Ohio. Cependant, la guerre de 1748 laissa l'Angleterre avec le désir de vengeance. Les Anglais n'étaient pas satisfaits de cette paix, qui, selon eux, était fructueuse pour la France, mais mauvaise pour l'Angleterre. C'est alors que les colons anglais se mirent à commercer avec les Autochtones de la région. Cela amena un conflit entre les deux puissances qui débuta avec l'affaire Jumonville où George Washington et ses hommes tuèrent 10 français du Canada dans les petites heures du matin par baïonnettes, le 28 mai 1754. L'affaire fait du bruit jusqu'en Europe, où la guerre s'emballe en même temps que l'arrivée de la nouvelle. Après être restés neutres, les Autochtones de la région se mirent du côté de la Couronne française. La guerre se termina sept ans plus tard en faveur des Anglais. Le traité de Paris de 1763 donna le contrôle de toute la région à l'Angleterre. Cependant, George III et sa proclamation royale de 1763 donnèrent la région de l'Ohio aux Autochtones.

### Acte de Québec
Le 22 juin 1774, le parlement anglais vota l'Acte de Québec qui joignit le territoire de l'Ohio à la province de Québec sans pour autant autoriser sa colonisation, ce territoire étant toujours réservé aux Autochtones. Le mécontentement des colons, provoqué par cette interdiction de colonisation, sera l'une des causes de déclenchement de la guerre d'indépendance américaine. 
Malgré l'interdiction de la couronne britannique, les colons de Virginie et de la Pennsylvanie se mirent à traverser les Appalaches et entrèrent en contact avec les Shawnees.  Les Shawnees désignèrent ces colons en tant que longs couteaux, et la menace qu'ils créèrent amena les Shawnees à se ranger du côté des Britanniques durant la guerre d'indépendance.

### Filmographie
- La guerre qui a fait l'Amérique, version fr. The War That Made America: The Story of the French and Indian War, traduit pour la TV à Canal Savoir, PBS, 2006, ASIN: B000E1MXZ0

### Webographie
- Ohio Lands in the History Community at RootsWeb
- Ohio Territory Grant Map
- Shawnee History